# Česlovas Juršėnas

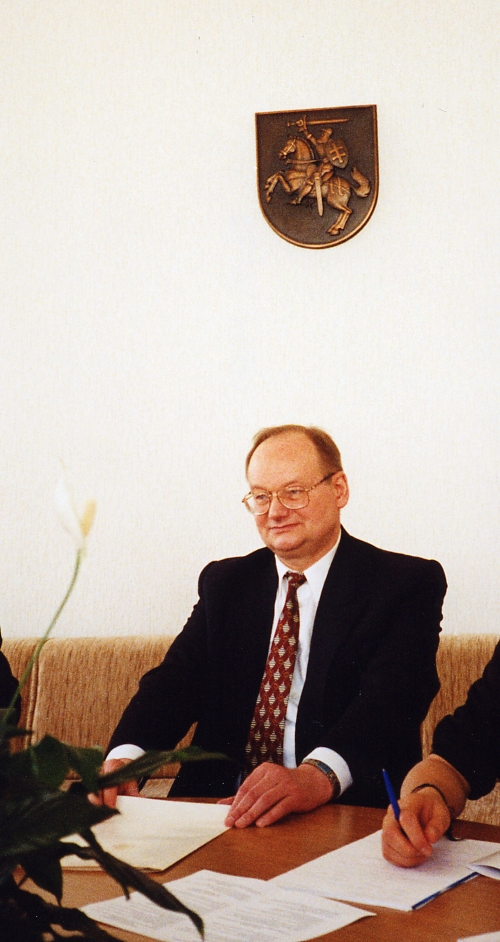
Česlovas Juršėnas

Česlovas Juršėnas (* 18. Mai 1938 in Panižiškė, Rajongemeinde Ignalina) ist ein litauischer Journalist und Politiker, ehemaliger Präsident und Vizepräsident des litauischen Parlaments (Seimas).

## Leben
1955 absolvierte Juršėnas die Mittelschule Ignalina; 1960 schloss er ein Journalistik-Studium an der Universität Vilnius ab. 1973 absolvierte er die Parteihochschule der KPdSU in Leningrad. Später lehrte er an der Parteihochschule Vilnius.
Ab 1960 arbeitet er als Journalist, 1960–1964 bei der Tageszeitung Tiesa (deutsch: Wahrheit) und ab 1964 beim Litauischen Fernsehen als Redakteur der Auslandsnachrichten. 1968 wurde er Chefredakteur in der Nachrichtenredaktion. Seit 1973 war er in der Kommunistischen Partei in diversen Funktionen als Beauftragter für Presse und Propaganda aktiv, eine Aufgabe, die er auch in der ersten Regierung des unabhängigen Litauens (1990–92) übernahm. Mit der Umwandlung der KPL in die Demokratische Arbeitspartei Litauens wurde er deren stellvertretender Vorsitzender, ab 1995 bis zum Zusammenschluss mit der LSDP ihr Vorsitzender.
1990–1992 war er Abgeordneter des Obersten Sowjets (Aukščiausioji Taryba), von 1992 bis 2012 Mitglied des Seimas. Nachdem Algirdas Brazauskas zum neuen Staatspräsidenten gewählt worden war, übernahm er 1993–1996 dessen Amt als Parlamentsvorsitzender. Ab 1996 war er stellvertretender Parlamentsvorsitzender und von 6. April bis 11. Juli 2004 erneut interim Parlamentsvorsitzender, nachdem der Parlamentsvorsitzende Artūras Paulauskas nach der Amtsenthebung von Rolandas Paksas vorübergehend als Staatspräsident amtiert. Von 2006 bis 2008 war er erster stellv. Parlamentsvorsitzender. Vom April 2008 bis November 2008 war er wieder Vorsitzender, danach als stellv. Vorsitzender des Seimas.
Er ist Mitglied der Litauischen Sozialdemokratischen Partei, deren erster stellvertretender Vorsitzender dieser Partei er von 2001 bis 2004 war. Er sitzt heute im Präsidium der Partei. Juršėnas war Sportfunktionär, Präsident des Schachverbands Litauens.
Juršėnas spricht Russisch, Englisch und Deutsch.
Juršėnas ist verheiratet mit Jadvyga. Sein Sohn Saulius Juršėnas ist Professor an der Universität Vilnius.